# Gåsgrund
Gåsgrund est une île du golfe de Finlande située dans le quartier Suvisaaristo à Espoo en Finlande,,.

## Présentation
Gåsgrund est une Île de loisir (fi) située à quelques centaines de mètres au sud-ouest des îles Lehtisaaret (fi) et à trois kilomètres au sud-est des îles principales de Suvisaaristo.
L'île de Gåsgrund, d'une superficie d'environ dix hectares est l'une des îles extérieures d'Espoo.  
La longueur de l'île de la pointe sud-ouest à la pointe nord-est est d'un demi kilomètre et la largeur au point le plus étroit est d'environ une centaine de mètres. 
Le terrain de l'île se compose principalement de rochers et de prairies et d'une lande peu boisée. 
Dans la partie nord-ouest de Gåsgrund, il y a une prairie côtière protégée de 0,2 hectare. 
Il y a une plage rocheuse sur la rive sud s'ouvrant sur le golfe de Finlande. 
Dans la partie nord de l'île, il y a deux plages propices à la baignade.
À quelques centaines de mètres au sud-ouest de Gåsgrund se trouve l'ilot rocheux Bullen qui est une réserve naturelle. 
Knapperskär, l'île maritime la plus éloignée de la ville d'Espoo , est située à environ un demi kilomètre au sud-ouest de Gåsgrund.

## Accès
L'ile est accessible en été par le bateau de l'archipel d'Espoo.
L'embarcadère se trouve sur la côte nord-est de l'île.
Se rendre dans l'île avec son propre bateau, en kayak ou canoë est facile, car le côté nord de l'île est très peu profond. et il y a des bouées d'amarrage et des liens. 
Le camping est autorisé.